# Länsväg 181
De Zweedse weg 181 (Zweeds: Länsväg 181) is een provinciale weg in de provincie Västra Götalands län in Zweden en is circa 44 kilometer lang.

## Plaatsen langs de weg
- Vårgårda
- Herrljunga
- Floby
- Odensberg

## Knooppunten
- E bij Vårgårda (begin)
- Länsväg 183: gezamenlijk tracé, bij Herrljunga
- Riksväg 47 bij Odensberg (einde)